# Walter Lorang
Walter Lorang (* 7. Oktober 1905 in Neunkirchen; † 4. April 1972 ebenda) war ein saarländischer Politiker (CVP/CDU).
Lorang absolvierte von 1920 bis 1923 eine Schreinerlehre und danach seine Gesellenzeit. 1932 machte er sich selbständig und legte 1934 die Meisterprüfung ab. 1941 wurde er zum Kriegsdienst bei der Marine einberufen. Nach dem Krieg war er ab 1946 Obermeister der Schreinerinnung im Landkreis Ottweiler. Im Jahr 1950 wurde er Zweiter Vorsitzender des Schreiner- und Glaserfachverbandes Saar, ab 1954 gehörte er dem Beirat der saarländischen Handwerkskammer an.
Der Christlichen Volkspartei des Saarlandes (CVP) gehörte Lorang seit deren Gründung bis 1947 an. In die CDU trat er 1955 ein und wurde in demselben Jahr zum Kreisvorsitzenden von Ottweiler gewählt. Von 1956 bis 1970 hatte er ein Mandat im Landtag des Saarlandes inne. Dort war er von November 1959 bis Januar 1961 Vorsitzender der CDU-Fraktion sowie während der vierten Legislaturperiode (1961–1965) als Zweiter Schriftführer Mitglied des Landtagspräsidiums.